# Out of Respect for the Dead
Out of Respect for the Dead è il decimo album della band death metal svedese Grave, pubblicato il 16 ottobre 2015 dalla Century Media.

## Tracce
1. Intro / Mass Grave Mass – 5:32
2. Flesh Before My Eyes – 5:16
3. Plain Pine Box – 4:20
4. Out of Respect for the Dead – 4:11
5. The Ominous "They" – 5:26
6. Redeed Through Hate – 4:43
7. Defied – 4:26
8. Trail of Ungodly Trades – 4:38
9. Grotesque Glory – 9:48

## Formazione
- Ola Lindgren - voce, chitarra
- Mika Lagrén - chitarra
- Tobias Cristiansson - basso
- Ronnie Bergerståhl - batteria